# Покерфейс (телесеріал)
«Покерфейс» (англ. Poker Face) — американський телесеріал, створений Раяном Джонсоном для потокового сервісу Peacock, стилізований під серіали «таємничі вбивства тижня». Головну роль виконує Наташа Лайонн, яка грає Чарлі Кейл, працівницю казино, яка тікає від власника, дорогою розплутуючи загадки таємничих смертей випадкових людей.
Серіал був анонсований Peacock у березні 2021 року. Прем'єра першого сезону із 10 епізодів відбулася 26 січня 2023 року.

## Опис
«Покерфейс» — це серіал про таємничі вбивства, знятий у форматі «перевернутого детективу», що здобув популярність після показу серіалу «Коломбо»: глядач від початку знає, хто вбивця, а детектив дізнається правду шляхом розслідування.
У центрі сюжету колишня працівниця казино Чарлі Кейл, яка має вроджену абсолютну здатність розпізнавати брехню. Тікаючи від колишнього боса після підозрілої смерті сина власника казино, Чарлі зустрічає на своєму шляху колоритних персонажів і розкриває вбивства, скоєні за незвичайних обставин.

## Список епізодів
| Сезон | Кількість епізодів | Прем'єрний показ          | Прем'єрний показ |
| Сезон | Кількість епізодів | Початок                   | Завершення       |
| ----- | ------------------ | ------------------------- | ---------------- |
| 1     | 10                 | 26 січня 2023 (4 епізоди) | 9 березня 2023   |
| 2     |                    |                           |                  |

## Акторський склад
- Наташа Лайонн — Чарлі Кейла, дівчина-«детектор брехні»
- Бенджамін Бретт — Кліфф Легранд, начальник служби безпеки казино

### Деякі гостьові ролі
- Рон Перлман — Стерлінг Фрост старший, власник казино
- Еллен Баркін
- Ровен Бланчард
- Едрієн Броуді
- Саймон Гелберг
- Ліл Рел Говері
- Джозеф Гордон-Левітт
- Луїс Гузман
- Джаміла Джаміль
- Черрі Джонс
- Чарльз Мелтон
- Епата Меркерсон
- Тім Блейк Нельсон
- Нік Нолті
- Деша Поланко
- Тім Расс
- Джон Ратценбергер
- Хлоя Севіньї
- Стефані Сюй
- Хонг Чау